# Інститут історії України НАН України
Інститу́т істо́рії Украї́ни НАН Украї́ни — науково-дослідний інститут НАН України, який вивчає широкий спектр проблем історії України. Розташований у Києві на вулиці Михайла Грушевського, 4.
Інститут створено 1936 року, назва установи змінювалася та уточнювалася: від 2 березня 1953 року — Інститут історії АН УРСР; від 21 листопада 1990 року — Інститут історії України АН УРСР (від 1991 року — АН України; від 1994 року — НАН України).

## Структура Інституту
У перші роки Інститут існував у складі трьох секторів:
- історії України епохи феодалізму;
- історії України епохи капіталізму та імперіалізму;
- історії України радянського періоду.

Структура установи на 1 січня 2022 року:
1. відділ історії України середніх віків та раннього нового часу:
  - Науково-дослідний інститут козацтва;
  - Сектор соціальної історії ;
  - Сектор досліджень історії Київської Русі
2. відділ історії України XIX — початку ХХ століття;
3. відділ історії Української революції 1917—1921 років;
4. відділ історії України 20 — 30-х років ХХ століття з центром дослідження геноциду українського народу;
5. відділ історії України періоду Другої світової війни;
6. відділ історії України другої половини ХХ століття:
  - Центр досліджень історико-культурної спадщини України;
7. відділ новітньої історії і політики;
8. відділ історії міжнародних відносин і зовнішньої політики України;
9. відділ української історіографії;
10. відділ спеціальних галузей історичної науки та електронних інформаційних ресурсів:
  - Сектор генеалогічних та геральдичних досліджень;
11. відділ історичної регіоналістики (до 1 травня 2012 року — відділ регіональних проблем історії України);
12. відділ історії державного терору радянського доби;
13. кабінет українсько-грецьких відносин;
14. комп'ютерно-видавничий відділ;
15. науково-інформаційний відділ.

## Ключові особи
- Смолій Валерій Андрійович — директор (з грудня 1993);
- Реєнт Олександр Петрович  — заступник директора з наукової роботи (з 1994), завідувач відділ історії України XIX — початку XX століття;
- Боряк Геннадій Володимирович — заступник директора з наукової роботи (з 2009), завідувач відділу спеціальних галузей історичної науки та електронних інформаційних ресурсів;
- Рубльов Олександр Сергійович — вчений секретар інституту (з 1996), завідувач відділу історії державного терору радянської доби;
- Віднянський Степан Васильович — завідувач відділу історії міжнародних відносин і зовнішньої політики України;
- Якубова Лариса Дмитрівна — завідувач відділу історії України 20 — 30-х років XX ст. ;
- Лисенко Олександр Євгенович — завідувач відділу історії України періоду Другої світової війни;
- Удод Олександр Андрійович — завідувач відділу української історіографії Інституту історії України НАН України
- Даниленко Віктор Михайлович — завідувач відділу історії України другої половини XX ст.

## Видання

### Збірники документів
- Україна і Польща 1920—1939 рр.: З історії дипломатичних відносин УССР з Другою Річчю Посполитою: Документи і матеріали / НАН України. Інститут історії України; упорядкування, коментарі, вступна стаття: Н. С. Рубльов, О. С. Рубльов. — Київ: Дух і літера, 2012. — 624 с. ISBN 978-966-378-235-5
- 1937 опубліковано 1-й вип. «Нарисів з історії України» (усього було видрукувано 6 вип.: вип. 1–4, 8, 11; 1937—44);
- 1940 побачила світ «Історія України: Короткий курс»;
- 1939 видано 1-й том «Історії України в документах і матеріалах» (усього видрукувано 3 т.; 1939—46);
- 1942 опубліковано «Нарис історії України»;
- 1943 — «Історію України, т. 1» та 1-й т. Наукових записок Інституту історії АН УРСР (всього видрукувано 13 т.; 1943–60) та ін.

### Періодичні видання
- Український історичний журнал;
- Україна в Центрально-Східній Європі;
- Проблеми історії України XIX — початку XX ст.;
- Проблеми вивчення історії Української революції 1917—1921 рр.;
- Сторінки воєнної історії України;
- Україна XX ст.: культура, ідеологія, політика;
- Спеціальні історичні дисципліни: питання теорії та методики;
- Проблеми історії України: факти, судження пошуки;
- Історіографічні дослідження в Україні;
- Український історичний збірник;
- Міжнародні зв'язки України: наукові пошуки і знахідки;
- Чорноморська минувшина;
- Соціум. Альманах соціальної історії;
- Ruthenica;
- Ейдос.

## Директори інституту
- А. Х. Сараджев (1936);
- С. М. Бєлоусов (1936—1941);
- чл.-кор. АН УРСР М. Н. Петровський (1942—1947);
- О. К. Касименко (1947—1964);
- К. К. Дубина (1964—1967);
- академік АН УРСР А. Д. Скаба (1968—1973);
- чл.-кор. НАН України А. Г. Шевелєв (1973—1978);
- академік НАН України Ю. Ю. Кондуфор (1978—1993);
- з грудня 1993 — академік НАН України Валерій Андрійович Смолій.